# Mensch Bachmann
Mensch Bachmann ist eine sechsteilige Serie und wurde von September 1984 bis November 1984 in sechs Episoden vom ZDF ausgestrahlt. Das Buch zur Serie schrieb Herbert Reinecker. 

## Die Geschichte
Rudolf Bachmann ist ein Witwer mit vier Töchtern und seit Jahren als Buchhalter beschäftigt. An seinem 50. Geburtstag wird er zur Firmenleitung gerufen, wo er statt der erwarteten Glückwünsche
seine Kündigung erhält. Diese räumt er erst nach einigem Zaudern gegenüber seinen Töchtern ein und präsentiert gleich seinen Plan B: er will ein Transportunternehmen gründen. Während seine älteren Töchter versuchen, ihm diese Idee auszureden, erhält er von Nesthäkchen Carola Unterstützung für seine Unternehmung. Der gutgläubige Bachmann kauft einen überteuerten alten Kleinlaster, jedoch bleibt der geschäftliche Erfolg aus. Schließlich sattelt er um und kauft einen Kleinbus, um Bustouren anzubieten. Auch dieses Unternehmen droht zu scheitern, bis er einen vermögenden Unternehmer, Generaldirektor Lackner, kennenlernt, dem Bachmanns Geschäftsidee gefällt und der diese fördert.

## Hintergrund
Mensch Bachmann (Regie aller 6 Folgen: Wolfgang Becker) war der "Probelauf" Rolf Schimpfs, ehe ihm der Produzent Helmut Ringelmann die Nachfolge Siegfried Lowitz' in der Krimiserie Der Alte übertrug. Der Münchner Produzent hatte Schimpf in dem Fernsehspiel "Der Sheriff von Linsenbach" gesehen, in dem er ihm sehr gut gefallen hat. Darauf engagierte er ihn für die Hauptrolle in Mensch Bachmann. Obwohl Herbert Reinecker bereits Drehbücher für weitere Folgen geschrieben hatte, wurden diese nicht realisiert, da Schimpf vom Familienvater zum Leiter der Mordkommission II wechselte.